# 伊特河
49°27′53″N 8°58′31″E / 49.46472°N 8.97528°E

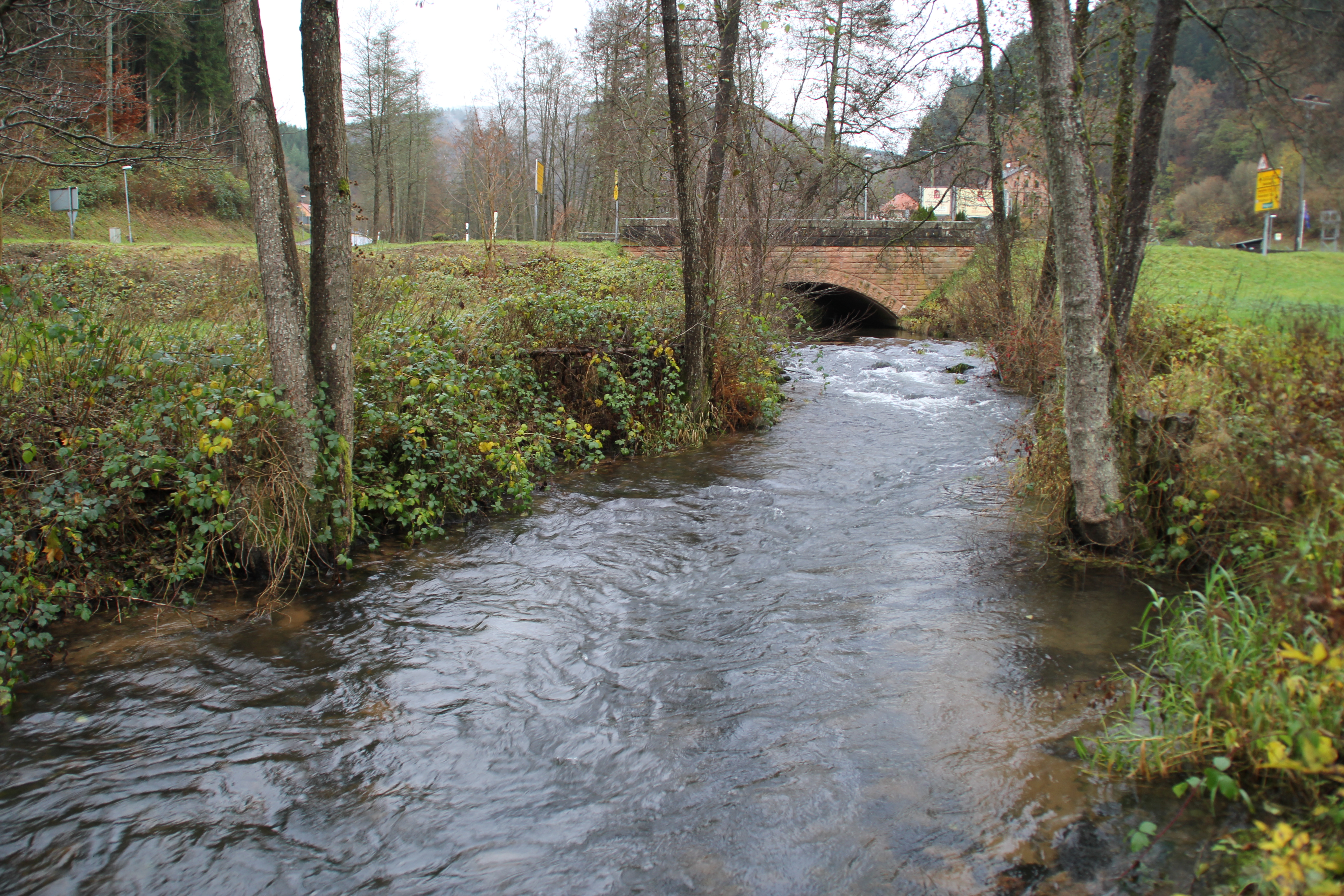

伊特河（德語：Itter），是德國的河流，位於該國東南部，由巴伐利亞負責管轄，屬於内卡河的右支流，河道全長28.1公里，流域面積168.4平方公里，河口處在埃伯巴赫。